# Кабылбеков, Мажен Кабылбекович
Маже́н Кабылбе́кович Кабылбе́ков (10 сентября 1923, аул № 7 Павлодарской области — 1999, с. Жолкудук города Аксу Павлодарской области) — Герой Социалистического Труда, Заслуженный учитель школы Казахской ССР, Отличник народного просвещения Казахской ССР, ветеран педагогического труда, Почётный гражданин Аксуского района Павлодарской области, директор средней школы имени Героя Советского Союза Канаша Камзина (с. Жолкудук города Аксу Павлодарской области).

## Биография
Родился 10 сентября 1923 года в ауле № 7 (ныне поселок Ленинский) Павлодарской области. С детства тянулся к знаниям, и неудивительно, что сначала второй и третий, а затем шестой и седьмой классы он заканчивал за один год.
В 1938 году Кабылбеков Мажен Кабылбекович окончил Павлодарское педучилище и в 15 лет уже стал учителем казахского языка и литературы начальных классов Жолкудукской начальной школы. В 1941 году был назначен завучем, в 1942 году директором Жолкудукской начальной школы, преобразованной в семилетнюю, а затем — среднюю, которой в 1966 году по его инициативе было присвоено имя Героя Советского Союза Канаша Камзина.
В 1956 году закончил Семипалатинский педагогический институт им. Н. Крупской, факультет казахского языка и литературы.
В 1980-х годах Мажен Кабылбекович внедрил кабинетную систему обучения, техническая оснащенность которых полностью соответствовала современным требованиям того времени. В 1979 году школа по теме: «Кабинетная система в действии» и была награждена медалями и дипломами ВДНХ СССР.
Неоднократно избирался депутатом Чкаловского сельского Совета, Ермаковского районного Совета народных депутатов, делегатом партийных конференций Ермаковского района и области, членом Ермаковского райкома Компартии Казахстана. Принимал участие в работе II и III съездов учителей Казахстана, VI и VII съездов профсоюза работников просвещения, высших школ и научных учреждений Казахской ССР, XV съезда профсоюзов СССР.
Мажен Кабылбекович проработал бессменно директором школы им. К. Камзина, единственной школы в его трудовой биографии, более 50 лет.
За большой вклад в народное образование области и района постановлением X сессии Аксуского районного Совета народных депутатов от 27 февраля 1992 года Кабылбекову Мажену Кабылбековичу было присвоено звание «Почётный гражданин Аксуского района».
Ушёл из жизни 19 декабря 1999 года.

## Память
Постановлением правительства Республики Казахстан от 24 июля 2001 года № 1000 Алгабаской средней школе села Алгабас города Аксу было присвоено имя Мажена Кабылбекова.

## Награды
- Почётное звание «заслуженный учитель  Казахской ССР
 » — 15 августа 1967 года (первым в Павлодарской области).
- Герой Социалистического Труда — Указом Президиума Верховного Совета СССР от 20 июля 1971 года «за большие заслуги в обучении и коммунистическом воспитании учащихся» с вручением ордена Ленина и золотой медали Серп и Молот.
- Орден «Трудового Красного знамени»
- Орден «Знак Почёта»
- Медаль «За доблестный труд в Великой Отечественной войне 1941—1945 гг.»
- Медаль «За доблестный труд. В ознаменование 100-летия со дня рождения В. И. Ленина»
- Значок «Отличник народного образования Казахской ССР»
- Грамоты Верховного Совета СССР и Казахской ССР, Министерства просвещения Казахской ССР.
- Звание «Почётный гражданин Аксуского района» — 27 февраля 1992 года